# Hirzbach (Odenbach)
Der Hirzbach ist ein knapp einen halben Kilometer langer orographisch linker Zufluss des Odenbaches in den rheinland-pfälzischen Landkreis Kusel auf dem Gebiet der zur Verbandsgemeinde Lauterecken-Wolfstein gehörenden Ortsgemeinde Reipoltskirchen.

## Verlauf
Der Hirzbach entspringt im Naturraum Moschelhöhen des Nordpfälzer Berglandes innerhalb der Gemarkung Hefersweiler auf einer Höhe von 286 m ü. NHN im Steinwald am östlichen Fuße des Steinkopfes (403,3 m). Seine Quelle liegt in einem Mischwald knapp einen halben Kilometer westsüdwestlich des zur Ortsgemeinde Reipoltskirchen gehörenden Wohnplatzes Ingweilerhof.
Der Bach fließt stark begradigt und begleitet von dichtem Bewuchs zunächst durch Grünland der Flur Brunnwiesenacker, danach am Rande von Laubwald entlang und mündet schließlich neben einer Brücke und gegenüber dem Weiler Ingweilerhof auf einer Höhe von 210 m von links in den aus dem Südosten kommenden Odenbach.

## Daten
Der Hirzbach hat ein Einzugsgebiet von 10,6 ha und entwässert über den Odenbach, den Glan, die Nahe und den Rhein in die Nordsee. Der Höhenunterschied von seiner Quelle bis zu seiner Mündung beträgt 76 m, was bei einer Lauflänge von 402 m einem mittleren Sohlgefälle von 189 ‰ entspricht.